# Psychedelický pop
Psychedelický pop je psychedelický hudební styl. Byl populární v 60. letech 20. století. Mezi nejvýznamnější interprety tohoto žánru patří například Scott McKenzie, Syd Barrett nebo The Monkees.